# Ágfalva
Ágfalva (alemán: Agendorf) es un pueblo húngaro perteneciente al distrito de Sopron en el condado de Győr-Moson-Sopron, con una población en 2013 de 2125 habitantes.
Se conoce su existencia desde 1194 y durante siglos estuvo vinculada a la ciudad de Sopron. Cuando en 1921 se hizo un referéndum en la zona de Sopron sobre los ajustes fronterizos entre Austria y Hungría del tratado de Saint-Germain-en-Laye, Ágfalva votó mayoritariamente a favor de unirse a Austria, pero tuvo que quedarse en Hungría por haber ganado esta opción en el conjunto de la zona. Actualmente el pueblo es mayoritariamente magiar, pero sigue habiendo una minoría importante de alemanes étnicos viviendo aquí.
Se ubica en la periferia occidental de la capital distrital Sopron, junto a la frontera con las localidades austriacas de Schattendorf y Loipersbach im Burgenland.